# Aaliyah Powell
Aaliyah Jadine Powell (Huddersfield, 25 de octubre de 2002) es una deportista británica que compite en taekwondo.
Ganó tres medallas de bronce en el Campeonato Mundial de Taekwondo entre los años 2019 y 2023, y una medalla de plata en el Campeonato Europeo de Taekwondo de 2024. En los Juegos Europeos de Cracovia 2023 consiguió una medalla de bronce en la categoría de –62 kg.

## Palmarés internacional
| Campeonato Mundial | Campeonato Mundial       | Campeonato Mundial | Campeonato Mundial |
| Año                | Lugar                    | Medalla            | Categoría          |
| ------------------ | ------------------------ | ------------------ | ------------------ |
| 2019               | Mánchester (Reino Unido) | Medalla de bronce  | –53 kg             |
| 2022               | Guadalajara (México)     | Medalla de bronce  | –62 kg             |
| 2023               | Bakú (Azerbaiyán)        | Medalla de bronce  | –62 kg             |
| Juegos Europeos    |                          |                    |                    |
| Año                | Lugar                    | Medalla            | Categoría          |
| 2023               | Krynica-Zdrój (Polonia)  | Medalla de bronce  | –62 kg             |
| Campeonato Europeo |                          |                    |                    |
| Año                | Lugar                    | Medalla            | Categoría          |
| 2024               | Belgrado (Serbia)        | Medalla de plata   | –62 kg             |